# HD 197508
HD 197508，又名BD+83 588，SAO 3418、HR 7930，是一颗恒星，视星等为6.19，位于銀經116.56，銀緯24.35，其B1900.0坐标为赤經20h 39m 5.2s，赤緯+83° 24.35′ 45″。